# Július Maurer
Július Maurer (18. června 1896 Krompachy – 24. května 1961 Praha) byl slovenský a československý politik za Komunistickou stranu Slovenska (respektive za KSČ), poslanec Prozatímního Národního shromáždění a ministr vlády Československa.

## Biografie
V mládí pracoval jako dělník v železárnách v Krompachách, Budapešti a Győru. Původně byl od roku 1915 členem Slovenské sociálně demokratické strany Uherska. Po roce 1918 patřil mezi příslušníky levicového křídla Československé sociálně demokratické strany dělnické a roku 1921 mezi zakladatele KSČ na Slovensku, kdy se stal tajemníkem strany v Spišské Nové Vsi a později krajským tajemníkem KSČ v Košicích. Od roku 1926 žil delší dobu v Sovětském svazu, kde pracoval jako dělník, později jako zaměstnanec Lidového komisariátu pro finance. Studoval národohospodářské plánování na moskevské akademii. Krátce působil jako vedoucí plánovacího oddělení ve Smolensku a pak po čtyři roky jako zástupce vedoucího československého oddělení národohospodářských předmětů na Leninské škole v Moskvě. Byl také pracovníkem Lidového komisariátu průmyslu stavebních hmot v Smolensku. Za války byl v letech 1944–1945 politickým pracovníkem v Rudé armádě, ve štábu 4. ukrajinského frontu. Politicky se po roce 1945 angažoval v Československu. Byl tajemníkem oblastního výboru KSČ. Od srpna 1952 do ledna 1953 byl ministrem těžkého strojírenství ve vládě Antonína Zápotockého. Od ledna 1953 pak ministrem bez portfeje v téže vládě i v první vládě Viliama Širokého a druhé vládě Viliama Širokého. Sloužil rovněž jako československý delegát při RVHP. Byl mu dvakrát udělen Řád republiky.
Po 2. světové válce byl v letech 1945–1946 také poslancem Prozatímního Národního shromáždění za KSS. V parlamentu setrval do parlamentních voleb v roce 1946. IX. sjezd KSČ v roce 1949 ho zvolil náhradníkem ÚV KSČ. Členem ÚV KSČ ho pak zvolila celostátní konference KSČ 18. prosince 1952.
Zemřel v květnu 1961.